# Barisia rudicollis
Barisia rudicollis är en ödleart som beskrevs av  Wiegmann 1828. Barisia rudicollis ingår i släktet Barisia och familjen kopparödlor. Inga underarter finns listade.
Denna ödla förekommer i en liten region i delstaten Michoacán i södra Mexiko. Den lever i bergstrakter och på högplatå mellan 2000 och 2550 meter över havet. Habitatet utgörs av molnskogar och andra fuktiga skogar med tallar och ekar. Exemplaren vistas på marken och gömmer sig ofta i lövskiktet. Honor lägger inga ägg utan föder levande ungar.
Beståndet hotas av skogsröjningar. Några exemplar dödas av personer som misstar ödlan för ett giftigt djur. IUCN kategoriserar arten globalt som starkt hotad.